# Christopher Skinner
Christopher McLean Skinner (Little Rock, 4 de junho de 1972) é um matemático estadunidense, que trabalha com teoria algébrica dos números.
Skinner estudou na Universidade de Michigan em Ann Arbor com o bacharelado em 1993 e obteve um doutorado em 1997 na Universidade de Princeton, orientado por Andrew Wiles, com a tese Deformations of reducible Galois representations. Em 2000 foi professor associado e em 2004 professor na Universidade de Michigan, sendo desde 2006 professor na Universidade de Princeton.
Foi palestrante convidado do Congresso Internacional de Matemáticos em Madrid  (2006, com Eric Urban: Vanishing of L-functions and ranks of Selmer groups).